# Pasaporte surcoreano
El pasaporte de la República de Corea (en coreano: 대한민국 여권) se expide a un ciudadano surcoreano para facilitar su viaje internacional. Al igual que cualquier otro pasaporte, sirven como prueba de la información personal del titular del pasaporte, como la nacionalidad y la fecha de nacimiento. Los pasaportes de Corea del Sur también indican el número de registro de residente del titular, a menos que el titular no tenga uno. Los pasaportes de Corea del Sur son emitidos por el Ministerio de Relaciones Exteriores y han sido impresos por la Corporación de Impresión de Minería y Seguridad de Corea (KOMSCO) desde 1973.

## Tipos
- Pasaporte ordinario (일반여권): Emitido a ciudadanos normales.

Los pasaportes ordinarios se emiten por uno, cinco o diez años de validez, según la edad del portador (consulte los detalles a continuación).
- Pasaporte diplomático (외교관여권): Emitido a diplomáticos y nacionales que sirven bajo términos diplomáticos. Estos pasaportes garantizan un trato especial en otros países.
- Pasaporte oficial (관용여권): Expedido a miembros de la Asamblea Nacional y funcionarios públicos.

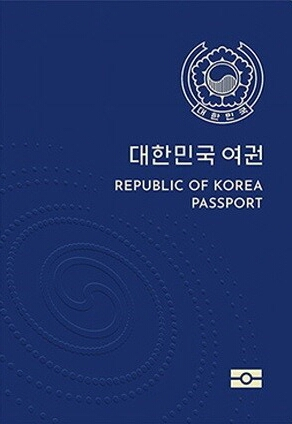
Pasaporte ordinario
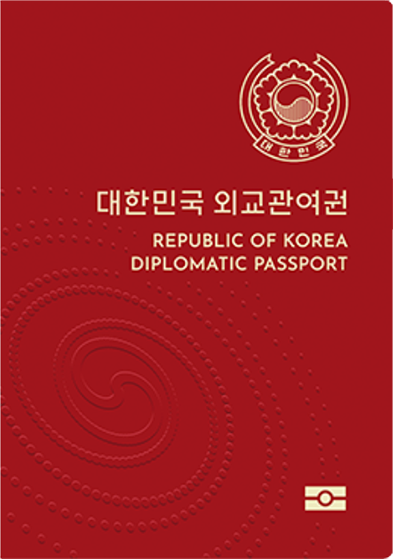
Pasaporte diplomático
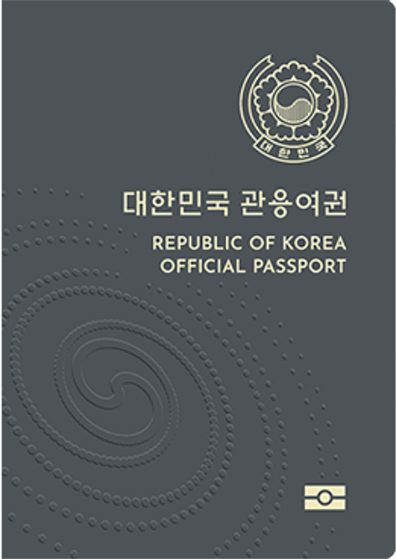
Pasaporte oficial

## Apariencia física
Los pasaportes de Corea del Sur son de color verde oscuro, con el emblema nacional de la República de Corea estampado en oro en el centro de la portada. La palabra ' 대한민국' (coreano) y 'REPÚBLICA DE COREA' (español)
están inscritos encima del emblema, mientras que ' 여권' (coreano), 'PASAPORTE' (inglés) y el símbolo internacional del pasaporte electrónico

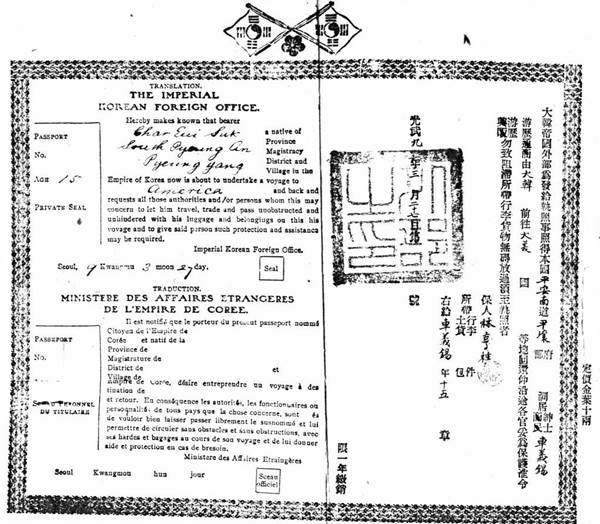
Este pasaporte fue emitido antes de que se formaran Corea del Norte y Corea del Sur.

(null) están inscritos debajo del emblema. 

### Diferencia con el pasaporte de la RPDC
En Corea del Norte, la palabra se escribe 려권 (lyeogwon), mientras que en Corea del Sur la misma palabra se escribe 여권 (yeogwon). 

### Página de información de identidad
- Foto del titular del pasaporte
- Los pasaportes tipo (PM o PR o PS) se pueden usar para entradas múltiples, mientras que los pasaportes PS son válidos para una sola entrada. Los pasaportes de relaciones públicas son para los coreanos que son residentes permanentes de países distintos de Corea.[6] Sin embargo, el pasaporte tipo PR ha sido abolido a partir del 21/12/2017 y los residentes permanentes de otros países ahora obtienen un pasaporte normal[7]
- Emitir código de país - KOR
- Número de pasaporte (incluye un total de nueve dígitos. En los pasaportes recién emitidos a partir del 25 de agosto de 2008, el número de pasaporte retendrá los mismos 9 dígitos, pero el código local emitido se cambiará a una sola letra M que tenga en cuenta los pasaportes PM y S para los pasaportes PS. El resto de los 8 dígitos será el número de serie.)
- Apellido - (Los pasaportes de muchas otras naciones como Bulgaria[8] y Grecia[9] tienen los nombres para ser escritos en escritura local y luego en el alfabeto latino. Sin embargo, en un pasaporte coreano, solo se permite el uso del alfabeto latino en las secciones Apellido y Nombre. Su nombre de script local está escrito en la sección de nombres Hangul.)
- Nombres completos
- Nacionalidad - República de Corea
- Fecha de nacimiento
- Fecha de emisión
- Fecha de expiración
- Sexo
- Número de identificación personal (número de registro de residente de Corea del Sur); sin embargo, los pasaportes surcoreanos emitidos a los coreanos de Zainichi no tienen números de registro de residentes, lo que refleja su exención legal de impuestos y reclutamiento en Corea del Sur (por el contrario, los coreanos de Zainichi no tenían permitido votar.[10] Sin embargo, a partir de 2012, todos los titulares de pasaportes coreanos son elegibles para votar,[11] y en 2015, a los coreanos de Zainichi se les permitió obtener un número de registro de residente independientemente de sus exenciones legales[12]).
- Autoridad emisora - Ministerio de Asuntos Exteriores
- Nombre Hangul

### Nota de pasaporte
La nota dentro de los pasaportes de Corea del Sur está escrita en coreano e inglés. El mensaje en el pasaporte, escrito por el Ministro de Relaciones Exteriores de Corea del Sur, dice: 
En coreano: 
이 여권을 소지한 대한민국 국민이 아무 지장 없이 통행할 수 있도록 하여 주시고 필요한 모든 편의와 보호를 베풀어 주실 것을 관계자 여러분께 요청합니다.
En inglés: 
The Ministry of Foreign Affairs of the Republic of Korea requests all whom it may concern to permit the bearer, a national of the Republic of Korea, to pass freely without delay or hindrance and to provide every possible assistance and protection in case of need.

### Idiomas
Las partes textuales de los pasaportes están impresas en inglés y coreano. 

## Pasaporte biométrico
El gobierno de Corea del Sur ha emitido pasaportes biométricos desde febrero de 2008 para diplomáticos y funcionarios del gobierno. Han emitido este tipo de pasaportes a todos sus ciudadanos desde el 25 de agosto de 2008. 
El Ministerio de Asuntos Exteriores de Corea del Sur formó el "Comité para la promoción de pasaportes electrónicos" en abril de 2006, y estaba programado para emitir pasaportes biométricos en la segunda mitad de 2008. El 4 de septiembre de 2007, los medios informaron que el gobierno de Corea del Sur decidió revisar su ley de pasaportes para emitir pasaportes biométricos que incluyen información de huellas digitales, primero a los diplomáticos en el primer trimestre de 2008, y al resto del público en la segunda mitad del año. Algunas libertades civiles han causado cierta controversia sobre el requisito de huellas digitales porque la OACI solo requiere que se grabe una fotografía en el chip. 
El 26 de febrero de 2008, la legislatura de Corea del Sur aprobó una revisión de la ley de pasaportes. Se emitió un nuevo pasaporte biométrico a los diplomáticos en marzo y al público en general poco después. Las medidas de huellas digitales no se implementarían de inmediato; sin embargo, comenzaron el 1 de enero de 2010. 
La apariencia de los nuevos pasaportes biométricos es casi idéntica a las versiones anteriores legibles por máquina, y ambas tienen 48 páginas. Sin embargo, el espacio para visas se redujo en seis páginas. Estas páginas ahora están reservadas para fines de identificación, avisos y otra información, así como para los contactos del titular. En los nuevos pasaportes biométricos, la página de identificación principal se ha movido a la segunda página desde el interior de la portada. La nota del Ministro de Asuntos Exteriores todavía se muestra en la portada y la firma se muestra en la página después de la identificación con foto. 
El nuevo pasaporte biométrico incorpora muchas características de seguridad, como tinta que cambia de color, holograma, imagen fantasma, tinta infrarroja, calcografía, perforación láser del número de pasaporte (desde la tercera página hasta la contraportada), imagen latente, microimpresión, hilo de seguridad, solvente tinta sensible y esteganografía.

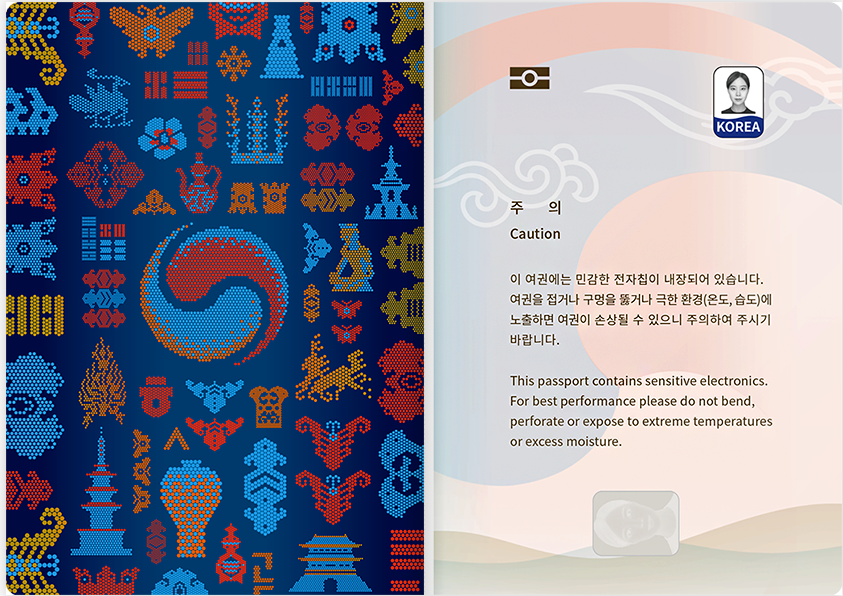
Una página de precaución para el chip biométrico

 Dentro de la contraportada, una advertencia para el chip biométrico está escrita en coreano, 
 "주의 - 이 여권 에는 민감한 전자 칩 이 내장 되어 있습니다. 접 거나 구멍 을 뚫는 행위 또는 극한 환경 (온도, 습도) 에의 노출 로 여권 이 손상 될 수 있으니 취급 에 주의 하여 주시기 바랍니다". 
 y en inglés 
 "Este pasaporte contiene componentes electrónicos sensibles. Para obtener el mejor rendimiento, no doble, perfore ni exponga a temperaturas extremas o al exceso de humedad". 
 La información de contacto de los titulares del pasaporte que originalmente se encontraba dentro de la contraportada también se ha trasladado a la última página del nuevo pasaporte. 

## Producción
A partir de enero de 2009, la Corporación de Impresión de Minería y Seguridad de Corea tarda ocho horas en producir el nuevo pasaporte biométrico y es capaz de producir 26.500 pasaportes por día.

## Viajes sin visa

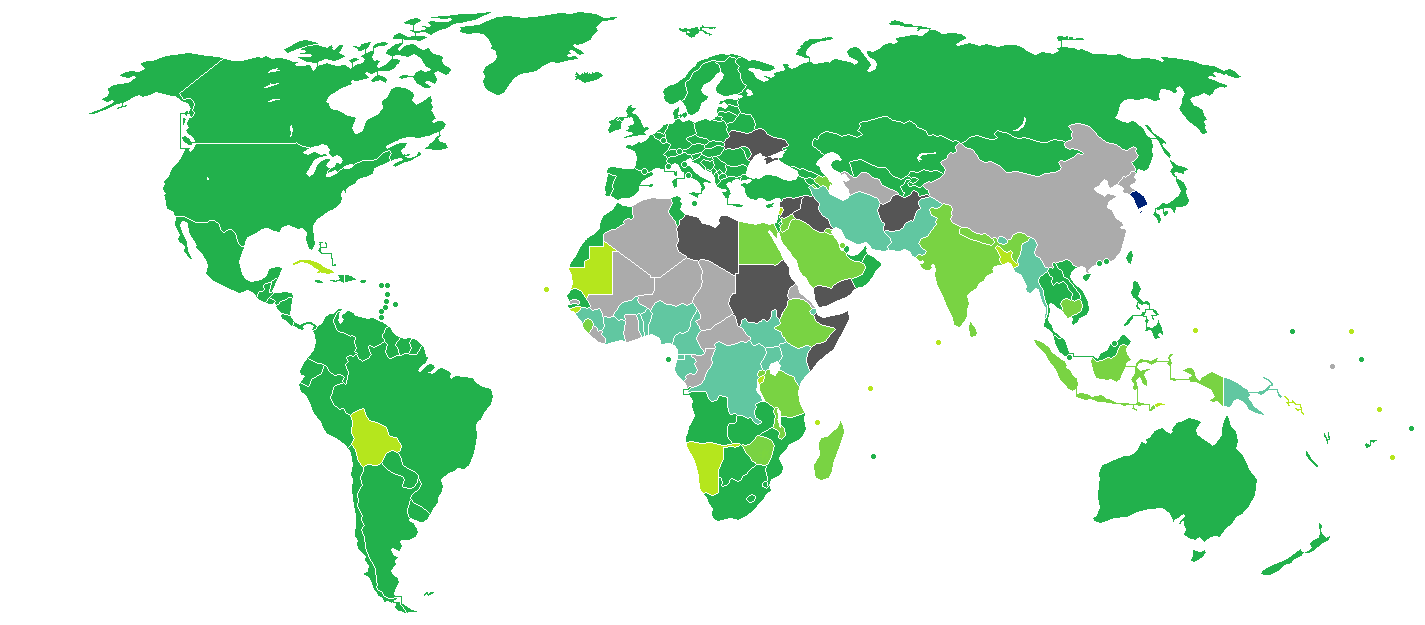
Requisitos de visa para ciudadanos surcoreanos.

Los requisitos de visa para los ciudadanos de Corea del Sur son restricciones administrativas de entrada por parte de las autoridades de otros estados asignados a ciudadanos de la República de Corea. A partir del 15 de enero de 2019, los ciudadanos surcoreanos tenían acceso sin visa o con visa a la llegada a 189 países y territorios, clasificando el pasaporte surcoreano en el segundo lugar en el mundo en términos de libertad de viaje (vinculado con el pasaporte de Singapur, y uno en la clasificación inferior al pasaporte japonés) según el índice de pasaporte de Henley. Además, el índice de pasaportes de Arton Capital actualmente clasifica el pasaporte de Corea del Sur en el tercer lugar del mundo en términos de libertad de viaje, con un puntaje de 165 sin visa (empatado con danés, holandés, francés, finlandés, italiano, luxemburgués, noruego, singapurense, español), Pasaportes suecos y estadounidenses), a partir del 15 de enero de 2019.
A partir de octubre de 2018, los pasaportes de Corea del Sur, Brunéi y Chile son los únicos que brindan acceso sin visa a todos los países del G8.

## Viajes intercoreanos
La constitución de Corea del Sur (República de Corea) considera a Corea del Norte (República Popular Democrática de Corea) como parte de su territorio, aunque bajo una administración diferente. En otras palabras, el Sur no considera que ir y venir del Norte rompa la continuidad de la estadía de una persona, siempre que el viajero no aterrice en un tercer país, es decir, en un territorio no coreano. 
Sin embargo, debido a la situación política entre el Sur y el gobierno socialista Juche aislado de Corea del Norte, es casi imposible ingresar al Norte desde el Sur a través de la DMZ de Corea (saliendo de Corea del Sur por la frontera norte). Los turistas que desean ingresar a Corea del Norte tienen que pasar por otro país, y la mayoría ingresa desde China, porque la mayoría de los vuelos hacia / desde Pionyang sirven a Pekín. 
Por lo general, a los surcoreanos no se les permite visitar Corea del Norte, excepto con autorizaciones especiales otorgadas por el Ministerio de Unificación y las autoridades norcoreanas de forma limitada (por ejemplo, trabajadores y empresarios que visitan o viajan desde/hacia el Complejo Industrial Kaesong). Los surcoreanos que pueden visitar Corea del Norte reciben una visa de Corea del Norte en una hoja de papel separada, no en el pasaporte de Corea del Sur. El pasaporte de la República de Corea se puede usar para ingresar a Corea del Norte, porque el pasaporte es uno de los documentos de identidad aprobados por el gobierno, pero es solo para probar la identidad del titular, no para determinar la residencia legal del titular. Los surcoreanos también pueden usar otros documentos de identidad aprobados por el gobierno, como la tarjeta de identificación nacional y la licencia de conducir, porque el gobierno de Corea del Sur trata a Corea del Norte como parte de Corea del Sur y espera que se acepten las identificaciones de Corea del Sur. 
En 1998, el viaje sin visa al centro turístico de Mount Kumgang y la Región Industrial de Kaesong fue posible gracias a la "política del sol" orquestada por el presidente de Corea del Sur, Kim Dae-jung. Aquellos que desean viajar a través de la DMZ recibieron certificados especiales de viaje emitidos por el Ministerio de Unificación a través de Hyundai Asan. En julio de 2008, una turista noruega llamada Park Wang-ja fue asesinada a tiros por un guardia norcoreano en una playa cerca del monte Kumgang, lo que llevó a la suspensión de los recorridos. A partir de marzo de 2010, todos los viajes a través de la DMZ han sido suspendidos debido a las crecientes tensiones entre Corea del Norte y Corea del Sur. Sin embargo, en 2018, Kim Jong-un y otros fueron a Corea del Sur a través de la DMZ y se reunieron con funcionarios surcoreanos. Discutieron la reunificación.
Hay cuatro puntos de control de fronteras terrestres en Corea del Sur para viajes intercoreanos.

## Naciones restringidas
El gobierno de Corea del Sur ha prohibido Afganistán, Irak, Libia, Somalia, Siria y Yemen como destinos de viaje por seguridad.

## Galería de pasaportes de Corea del Sur

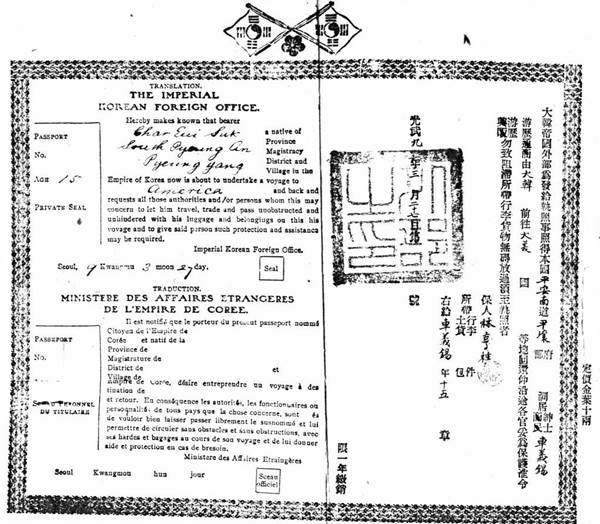
Un pasaporte de viaje del Imperio Coreano emitido en 1905.
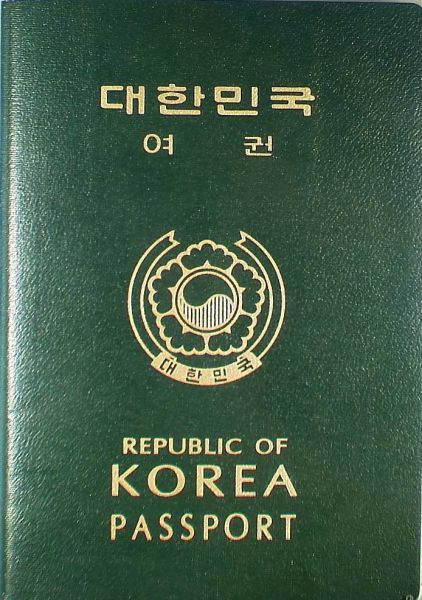
Un pasaporte de la República de Corea legible por máquina emitido en 1994.
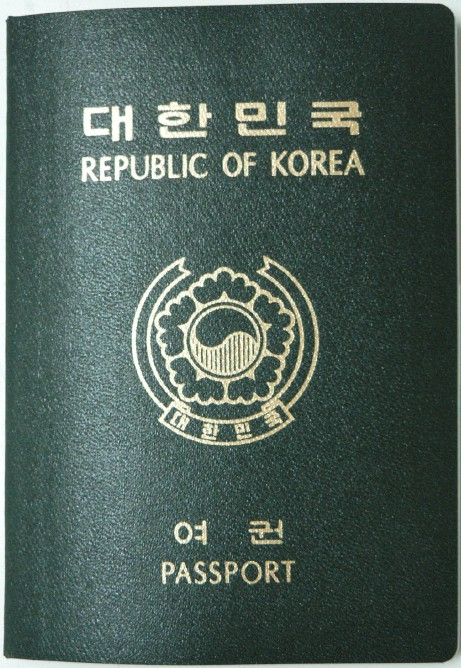
Pasaporte no biométrico de la República de Corea legible por máquina emitido en 2005.
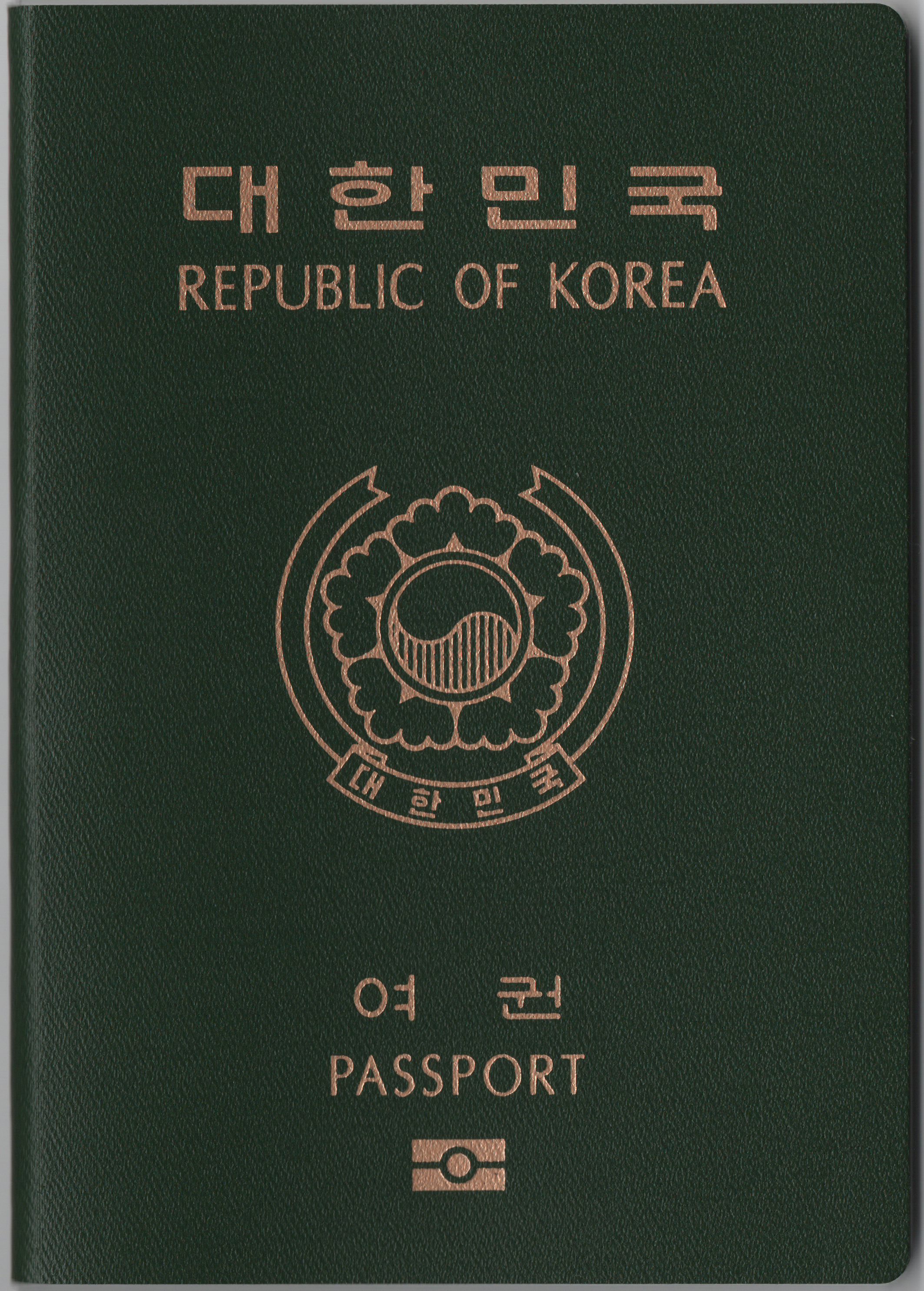
Pasaporte biométrico de la República de Corea emitido entre el 25 de agosto de 2008 y el 20 de diciembre de 2021.
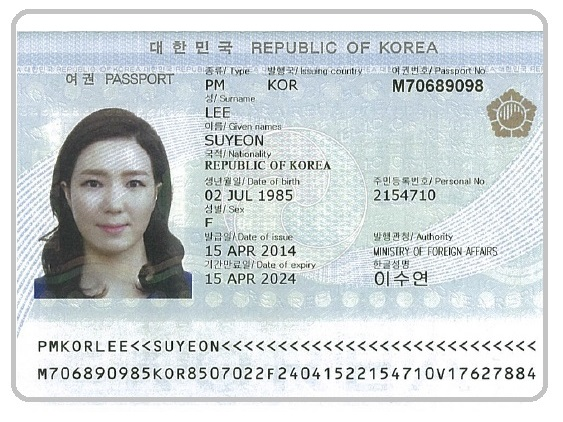
Espécimen de la página de información de identidad del pasaporte biométrico de la República de Corea emitido hasta el 20 de diciembre de 2021.
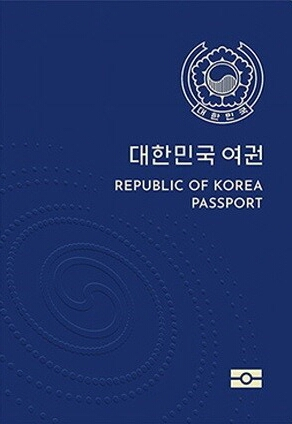
Una versión actual del pasaporte biométrico de la República de Corea emitido a partir del 21 de diciembre de 2021.